# Jane Barnell
Jane Barnell   (Wilmington, 3 de gener de 1871 - Los Angeles, 26 d'octubre de 1951) va ser una dona barbuda nord-americana que va treballar com a artista de circ sota el nom de Lady Olga o Madame Olga.

## Biografia
Jane Barnell va néixer a Wilmington (Carolina del Nord), sent la filla de George Barnell (un jueu rus nòmada fabricador de caravanes) i la seva dona, una irlandesa d'ascendència catawbana. Va ser la segona filla del matrimoni i tenia tres germanes i dos germans. Li van posar el nom per la seva àvia materna. La seva mare era del Comtat de York (Carolina del Nord). Als dos anys li va començar a sortir barba i, per aquest motiu, la seva mare la va portar a metges hoodoo i altres remeiers per veure si podien guarir-li la malaltia.
En 1875, als 4 anys, la seva mare la va vendre al Circ de la Gran Família Oriental quan el seu pare era a Baltimore de viatge de negocis. El circ estava format per una dona musulmana que treballava com a directora, dues de les seves filles que eren ballarines i dos fills que feien malabars i eren funambulistes. Jane va passar diversos mesos de gira amb el circ pel sud dels Estats Units abans de mudar-se a Nova Orleans per anar a Europa. A Europa van anar de gira amb un circ alemany. A Berlín va emmalaltir de tifus i va ser traslladada a un hospital de beneficència i, posteriorment, a un orfenat. Als 5 anys el seu pare la va trobar i s'especula que podria ser perquè hagués rastrejat l'activitat del circ des de les dues Carolines fins a Europa o perquè la propietària del circ va fer que la policia de Berlín contactés amb el xèrif de Wilmington.
Després de l'incident, Barnell va anar a viure amb la seva àvia catawbana al Comtat de Mecklenburg (Carolina del Nord) i va començar a afaitar-se perquè no se li notés tant. La seva àvia li explicava històries de Florence Nightingale, la qual cosa la va inspirar a treballar com a aprenenta d'infermera al vell hospital de Wilimington als 17 anys. Va treballar-hi durant un any fins que va tenir un incident molt poc agradable que li va fer pensar que mai tindria una vida normal i va decidir tornar a la granja de la seva àvia. El 1892 va conèixer un artista de circ anomenat William Heckler qui li va dir que li aconseguiria una feina en el Circ de John Robinson si deixava d'afaitar-se. Va provar sort amb diferents noms artístics fins que es va decidir pel de Lady Olga Roderick, quan la seva barba mesurava 31 centímetres. Cada hivern tornava a Carolina del Nord fins que la seva àvia va morir el 1899. Va treballar en el circ de Robinson durant catorze anys.
En algun moment de la vida, Barnell va treballar com a artita de trapezi fins que va tenir un accident de tren que va acabar amb la seva carrera. Llavors va treballar com a fotògrafa comercial.
Durant un temps, Barnell va anar de gira amb una multitud de circs entre els quals es troba el Circ dels Germans Ringling i, posteriorment, es va unir al ventall del Museu de Hubert a Times Square (Nova York). Va aparèixer en diverses pel·lícules, sent la més famosa La parada dels monstres de Tod Browning (1932) i, segons el DVD de la pel·lícula, va ser una experiència que la va traumatitzar per la manera de representar els artistes de circ en la pel·lícula.
L'abril de 1935, treballava al xou dels Germans Ringling al Madison Square Garden.
El 1940, fou entrevistada per Joseph Mitchell per un article al The New Yorker. Aquesta entrevista és una de les fonts que existeixen per conèixer la seva vida
La seva data i lloc de mort s'han documentat erròniament en línia com a 26 d'octubre de 1951. L'error ve de la confusió amb la data de la mort de Susan Jane Barnell. Quan va ser consultat per Diane Arbus, Joseph Mitchell va verificar la seva mort.
Barnell va morir el 21 de juliol de 1945 a Manhattan. Les seves restes foren incinerades.

## Vida personal
Barnell es va casar quatre vegades. El seu primer matrimoni va ser amb un músic alemany que tocava en el Circ de John Robinson amb qui va tenir dos fills. Tant el seu marit com els seus dos fills van morir anys després. El seu segon marit va ser un aeronauta assassinat mesos després de les noces. El seu tercer matrimoni va ser amb un alcohòlic del que es va divorciar. El seu últim matrimoni va ser amb el seu mànager, Thomas O’Boyle, un expallasso orfe i artista en el Museu de Hubert.
Després de convertir-se en artista va perdre pràcticament tot el contacte amb la seva família. Creia que tots pensaven que ella era una desgraciada. El 1940 va declarar no haver vist als seus familiars en 22 anys i creia que estaven morts. Una de les seves germanes treballava com a infermera cuidant nens xinesos cecs.